# Primo viaggio di Alonso de Ojeda
Segue il dettaglio del primo viaggio di Alonso de Ojeda

## Antefatti
Di ritorno in Spagna, si riunì con i Re cattolici e firmò un contratto di "capitolazione" che lo nominava "caudillo" con uomini e risorse proprie, e un mandato di esplorazione e governo, il tutto senza chiedere alcun parere né consenso a Cristoforo Colombo, e successivamente partì in spedizione il 18 maggio del 1499, assieme al pilota e cartografo Juan de la Cosa e il navigante italiano Amerigo Vespucci. Si può rilevare che questo è stato il primo della serie di "viaggi minori" o "viaggi andalusi" che sarebbero stati intrapresi verso il Nuovo Mondo.

## Il viaggio
Percorrendo la costa occidentale dell'Africa fino Capo Verde, prese la stessa direzione che aveva preso Colombo un anno prima nel terzo viaggio, ma con una lieve deviazione in direzione sud-ovest. Ad un certo punto, Amerigo Vespucci decise di separarsi dalla flotta e seguire con qualche nave una rotta più a sud, verso quello che sarebbe stato chiamato Brasile. La flotta di Ojeda giunse alle bocche dei fiumi Esequibo ed Orinoco, così come al golfo di Paria, includendo le penisole di Paria e di Araya, e le isole di Trinidad e Margarita. In seguito avvistò Curaçao, che chiamò isola dei Giganti perché credette avervi osservato indigeni di grande statura; più avanti scoprì l'isola di Aruba e la penisola che sarebbe stata chiamata Coro e visitò l'isola de Los Frailes.
Costeggiò la penisola di Paraguaná e procedendo in direzione sud si inoltrò in un golfo, per poi attraversare per uno stretto e basso passaggio tra banchi di sabbia, isole sabbiose ed un'isola calcarea (isola di Toas), formanti una barriera che portava ad un lago di acque salmastre (l'attuale lago di Maracaibo), che battezzò lago di San Bartolomé, dato che lo aveva scoperto il giorno 24 agosto del 1499 (giorno dí San Bartolomeo), e successivamente, percorrendo questo lago sulla sponda est arrivò allo sbocco di un fiume di acque coperte da limo (Rio Limon) verde, in una laguna (Sinamaica) che successivamente avrebbe chiamato Venezuela o Piccola Venecia, dal momento che c'era un abitato nella laguna che aveva case costruite su palafitte, ricordandogli così una versione rustica e tropicale della città di Venezia anche se altre fonti indicano che gli stessi indigeni già chiamavano l'abitato Veniçuela. Uscendo dal lago riuscì a raggiungere il Capo della Vela nella penisola Guajira, che chiamò con il suo nome locale Coquibacao.
Poco dopo, la spedizione partì del cabo de la Vela verso Hispaniola, con un bottino di perle ottenute in Paria, alcuni oggetti in oro e schiavi. La scarsa qualità del bottino e degli schiavi trasportati diede luogo ad una scarsa resa economica per la Corona di Spagna, ma il viaggio è stato la prima esplorazione documentata, cartografata e metodica eseguita dagli spagnoli, che permise la totale ricognizione delle coste del Venezuela, e dunque ad Alonso De Ojeda viene attribuito questo merito. La spedizione permise al cartografo Juan de la Cosa di poter disegnare la più antica mappa del Venezuela che si conosca, oltre ad essere stato il primo viaggio di Amerigo Vespucci al "Mondo Nuovo".
Quando la spedizione raggiunse l'isola di Hispaniola il 5 settembre, venne osteggiata dai seguaci di Colombo, molto seccati dal fatto che consideravano che De Ojeda non avesse alcun diritto di esplorare il complesso delle terre scoperte da Colombo senza la sua previa autorizzazione. Questo produsse scontri anche fisici tra i due gruppi, con morti e feriti. Infine De Ojeda dovette ritornare a Cadice con un bottino scarso, anche se con molti indigeni, nel giugno del 1500.

### Amerigo Vespucci
Dopo aver toccato terra in corrispondenza dell'odierna Guyana, i due si separarono. Amerigo continuò verso sud fino a toccare la foce del Rio delle Amazzoni, all'incirca a 6° S.

Una delle prove dell'arrivo di Vespucci presso le due bocche del Rio delle Amazzoni (bocca nord e bocca sud, detta Rio Pará), è questa citazione, parte delle sue lettere a Lorenzo di Pier Francesco de Medici: 
Analizzando questa lettera, si nota che Vespucci parla di due fiumi la cui acqua dolce viene notata nel mare, al largo. Questi fiumi non possono che essere le due foci del Rio delle Amazzoni, quella nord dove sorge l'attuale città di Macapá e quella sud dove sorge Belém, detta Rio Pará; si noti che l'acqua dolce del Rio delle Amazzoni si può individuare fino a 100 chilometri dalla costa brasiliana. Vespucci fu quindi il primo europeo a individuare l'estuario del Rio delle Amazzoni pochi mesi prima di Vicente Yáñez Pinzón.

Successivamente Vespucci proseguì verso sud fino al Cabo de São Roque, (Capo San Rocco), circa 30 km a nord dell'odierna città di Natal. Di questo viaggio Vespucci ci ha lasciato alcune descrizioni dei popoli incontrati e della fauna trovata. È interessante vedere che il fiorentino veniva colpito dalla fauna (pappagalli), che in questo passaggio descrive con stile poetico: 
In questo viaggio Vespucci individuò «quattro stelle figurate come una mandorla» che indicavano la direzione del Sud, che vennero poi chiamate "La Croce del Sud". In una sua lettera a Lorenzo di Pier Francesco de' Medici, Vespucci riportò i celebri versi del Purgatorio di Dante Alighieri, per descrivere le stelle scoperte: 
a l’altro polo, e vidi quattro stelle

non viste mai fuor ch’a la prima gente.

Goder pareva ’l ciel di lor fiammelle:

oh settentrïonal vedovo sito,

poi che privato se’ di mirar quelle!»
(Divina Commedia, Purgatorio - Canto primo - 22-27)
Quindi la spedizione rientrò verso nord riconoscendo l'isola di Trinidad e il fiume Orinoco, prima di fare ritorno in Spagna.

## Il mappamondo
Nel giugno del 1500 Juan de la Cosa rientrò a Cadice ed elaborò per i Regnanti di Spagna il primo mappamondo nel quale appaiono le terre americane. 
La mappa fu fatta in modo verticale, ossia l'Occidente corrisponde alla parte superiore e l'Oriente la parte inferiore.
Nella parte superiore appare un'effigie di San Cristoforo, ma può essere anche considerata come un ritratto di Cristoforo Colombo; inoltre compare un'iscrizione che dice: «Juan de la Cosa lo fece nell'anno 1500».